# Museo del Fin del Mundo
El Museo del Fin del Mundo es un museo localizado en la ciudad de Ushuaia, en la provincia de Tierra del Fuego, Antártida e Islas del Atlántico Sur, República Argentina.
Desde mayo de 2008, el Museo del Fin del Mundo de la ciudad de Ushuaia cuenta con dos sedes: la tradicional de la Avenida Maipú 173, entre Rivadavia y Antártida Argentina; y el edificio de la Antigua Casa de Gobierno y Residencia del Gobernador, sobre la misma calle, pero en el N° 465.
En 1983 a partir del decreto N°2706, se reconoce la significancia histórica del edificio de la ex-legislatura provincial y se la declara Monumento histórico Nacional. 

## Características e historia
El primero es una de las construcciones emblemáticas de la ciudad. Una de las pocas construida con mampostería, en los primeros años del pueblo. El terreno fue adquirido al entonces gobernador Manuel Fernández Valdés en 1911, e incluía una vivienda en construcción.  Fue inaugurado en 1915 como sucursal del Banco de la Nación Argentina y cumplió esa función por más de 60 años.
La idea de la creación de un museo en Ushuaia data de 1906, y la finalidad del mismo, en ese momento, era promocionar la incipiente industria regional.  Las autoridades nacionales niegan la solicitud por carecer de fondos.
El siguiente intento es más reciente: a comienzos de la década de 1960 y el motor de la iniciativa es el gobernador Ernesto Manuel Campos. La siguiente gestión avanza unos pasos más al adjudicarle a un inmueble propiedad de la Gobernación el destino de “Museo Regional Fueguino”. Pero los gastos que demandaba su adecuación frenaron el proyecto.
En 1973 se funda una Asociación con el fin de crear un Museo oficial en Ushuaia. Tres años más tarde ese grupo adopta el nombre de H.A.N.I.S. También era preocupación de la Asociación la elaboración de un instrumento legal que significara la protección del patrimonio histórico, antropológico, paleontológico y natural; que finalmente cristalizó en un decreto de la gobernación. Faltaba la creación del Museo. La misma se concreta en una norma de 1978, previa cesión del edificio por parte del Banco Nación. Se inaugura como Museo Territorial el 18 de mayo de 1979.
En cuanto a la Antigua Casa de Gobierno y Residencia del Gobernador, su construcción data de la última década del siglo XIX y cumplió principalmente las funciones que su nombre denota. También fue sede del Poder Legislativo, tanto en la etapa del Territorio que va de 1983 hasta la provincialización; como en el período que se abre para Tierra del Fuego como Provincia desde 1992 y por los siguientes diez años. Desde 2008 es anexo del “Museo del Fin del Mundo”. 
La sede tradicional consta de seis salas de exposición, biblioteca, librería y estafeta postal.  En la planta baja también funciona el Archivo Histórico. Asimismo en el primer piso se hallan los laboratorios de fotografía y medios audiovisuales, de ciencias y el área de conservación.
La Antigua Casa de Gobierno cuenta con cuatro salas para muestras y una sala de audiovisual. El edificio también se utiliza para realizar exposiciones temporarias de variada temática.
En las dos sedes se puede disfrutar de visitas guiadas, que varían según se trate de la temporada alta (octubre-marzo) o baja (abril-septiembre).
También en ambos edificios se llevan a cabo actividades del Departamento de Extensión, destinadas a instituciones educativas de todos los niveles, a fin de acercar a los jóvenes al museo.   
La primera parte del museo fue construida e inaugurada en 1905. Para 1973 se convirtió en La organización para la comprensión y protección de las herencias territoriales. En 1976 tenía las salas de Historia, Antropología, Geografía y Naturaleza.

## Galería
Ex Banco Nación

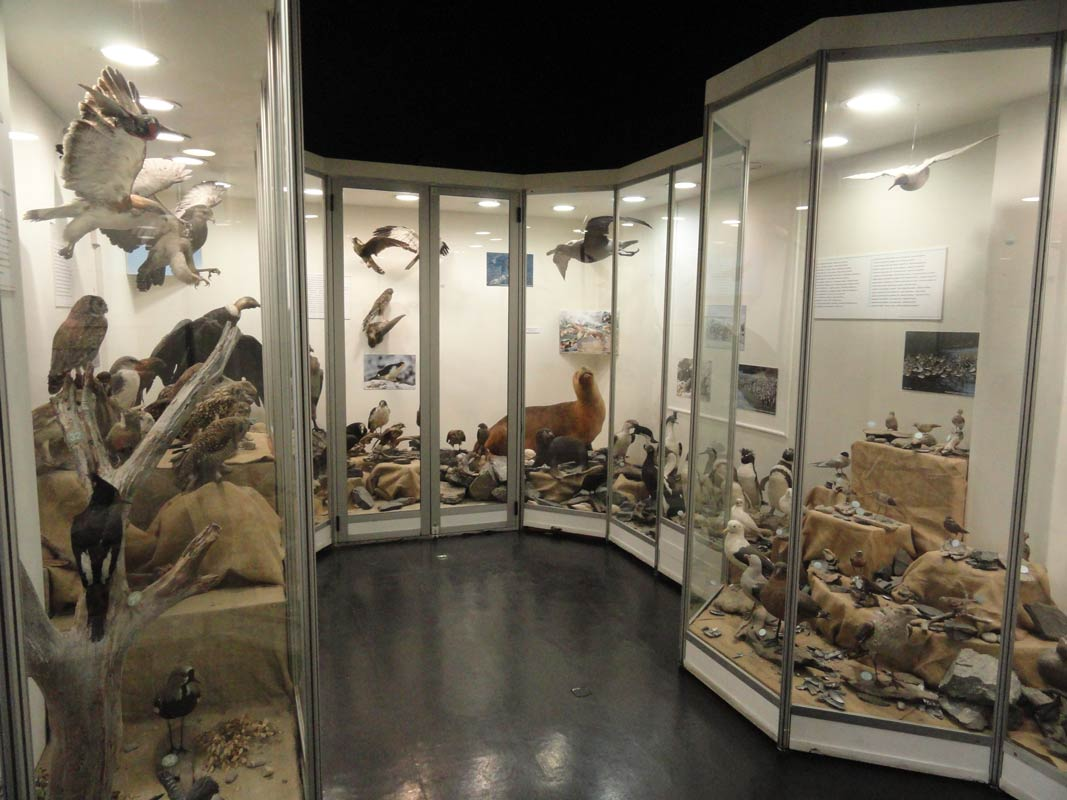
Sector dedicado a la fauna local.
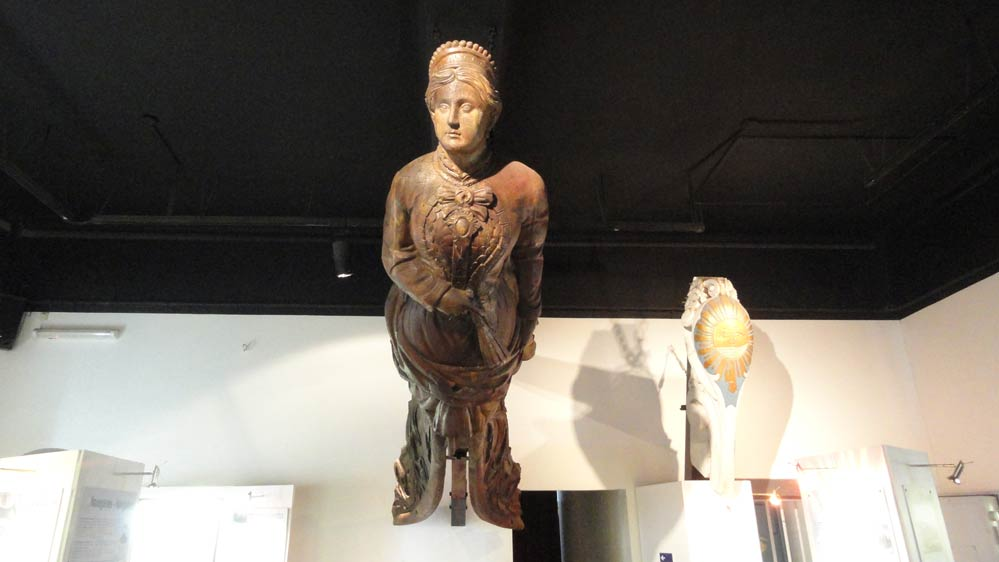
Proa del Duchess of Albany, naufragado en Tierra del Fuego.
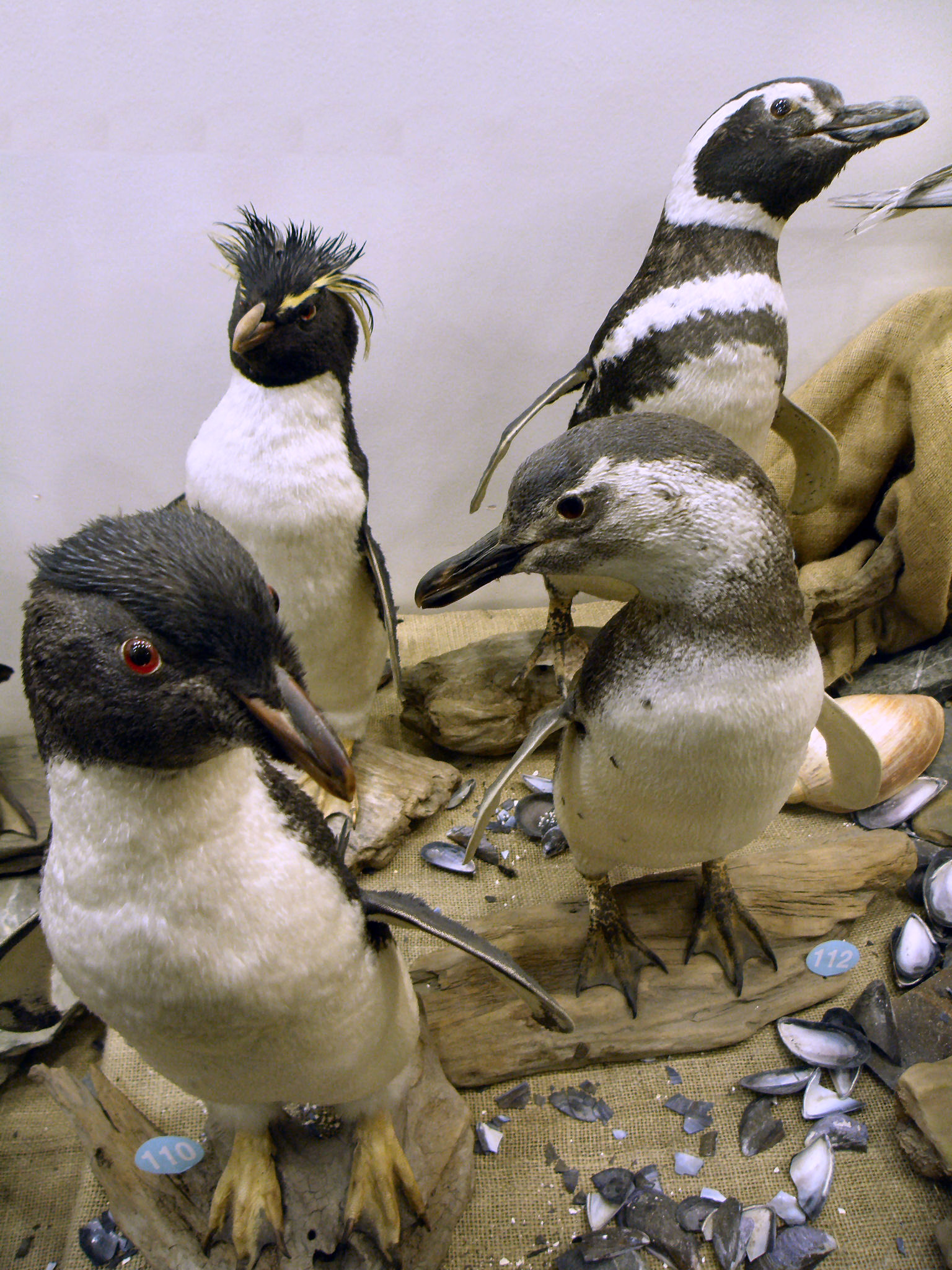
Pingüinos.
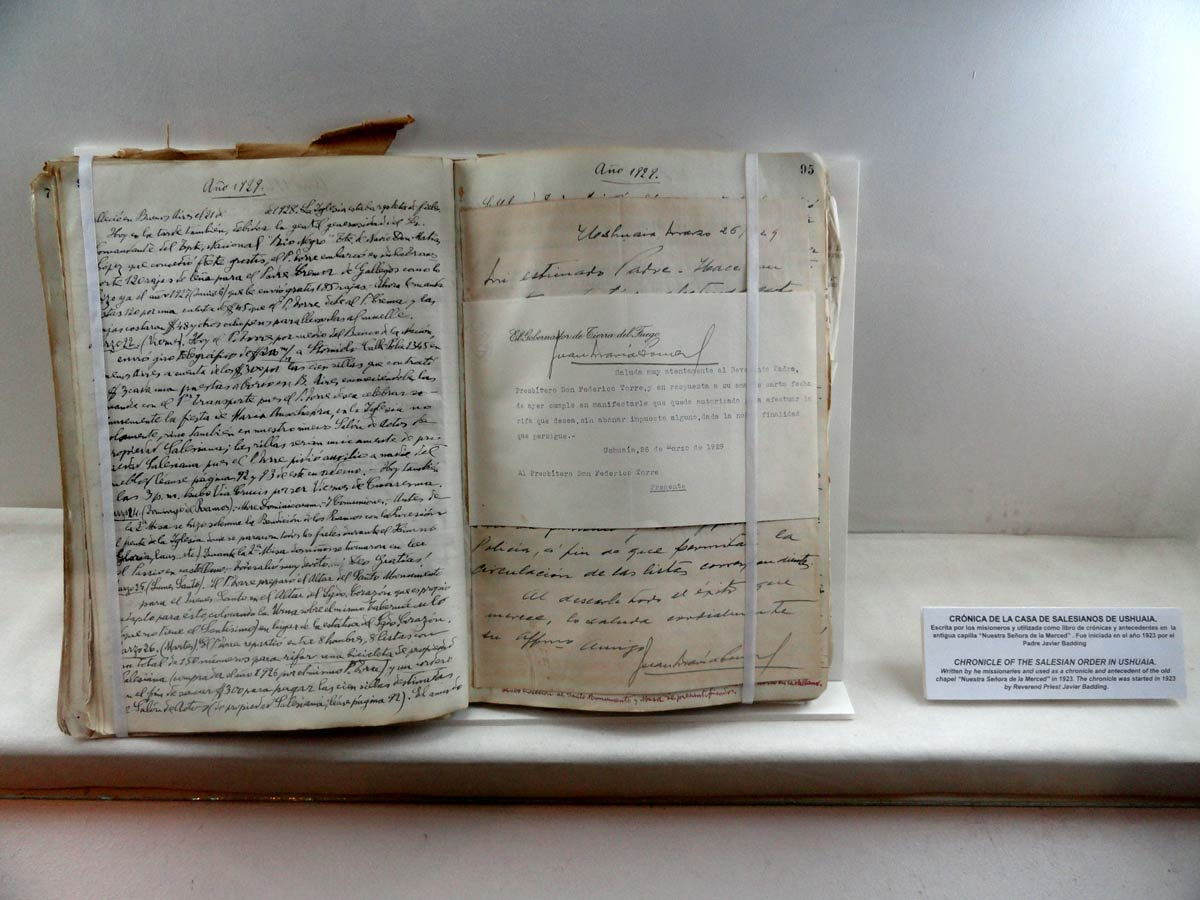
Crónicas de la Misión Salesiana.
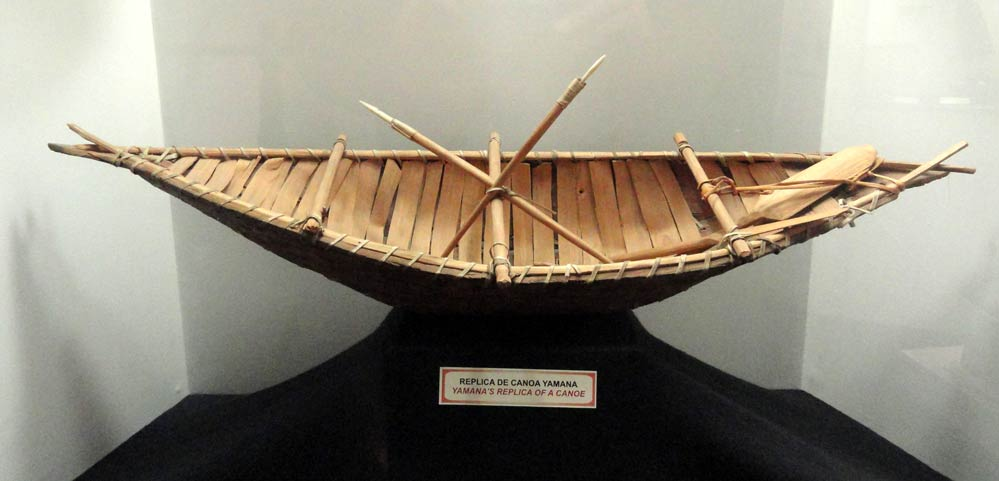
Réplica de canoa yámana.
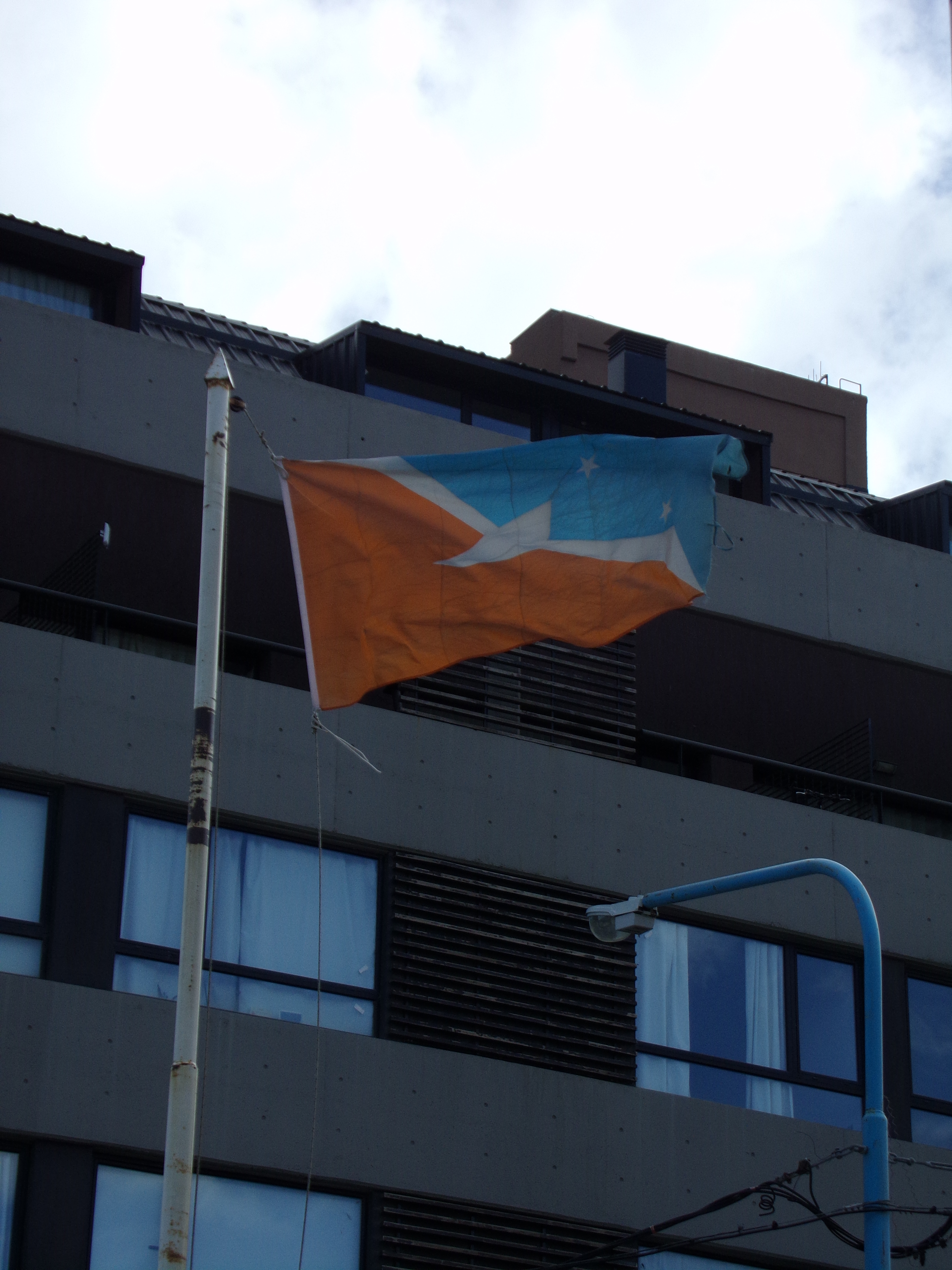
Bandera de Tierra del Fuego en el patio del museo.

Ex Casa de Gobierno y Legislatura

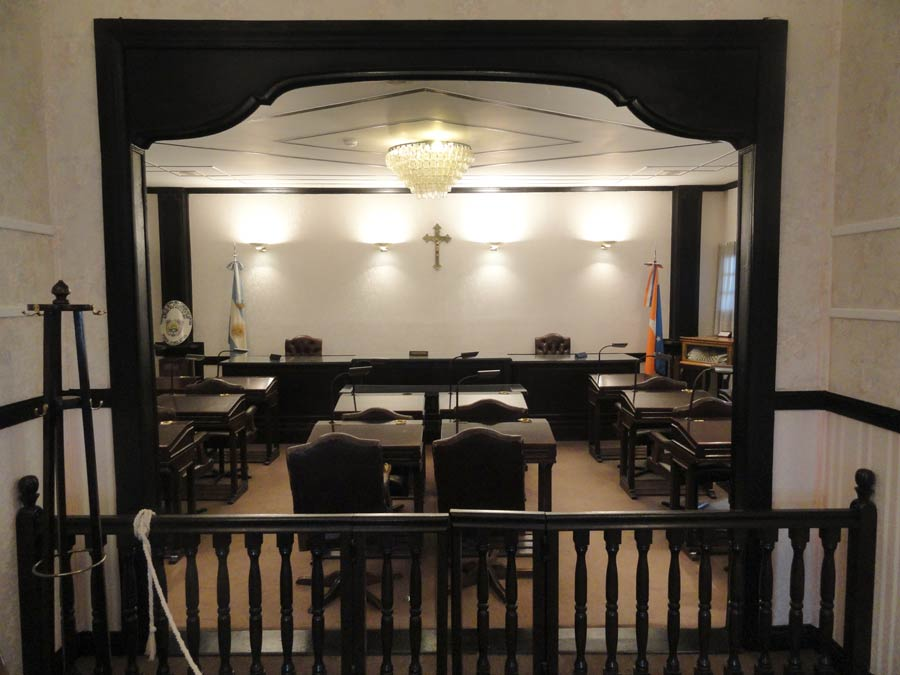
Antigua sede de la Legislatura.
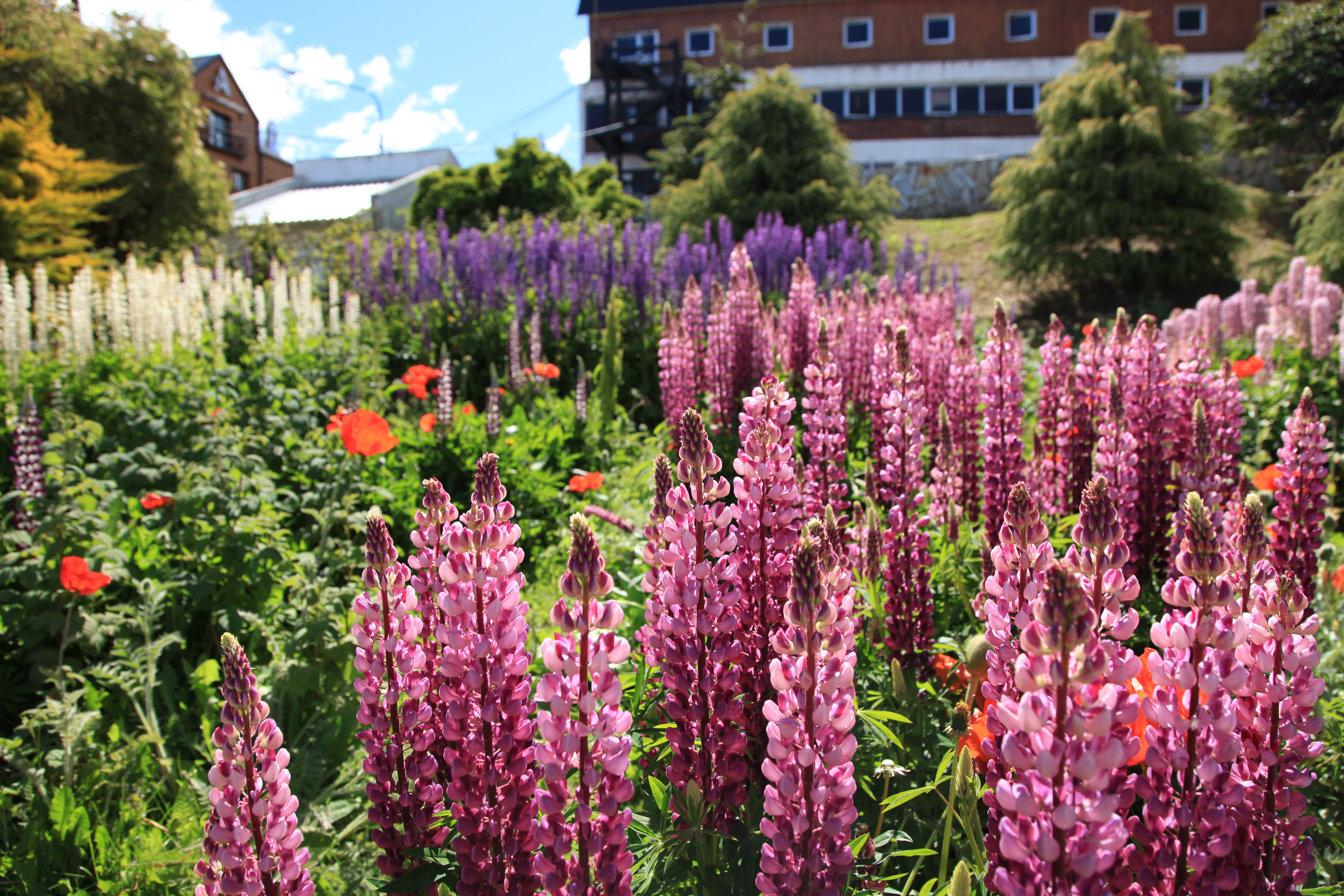
Jardines.
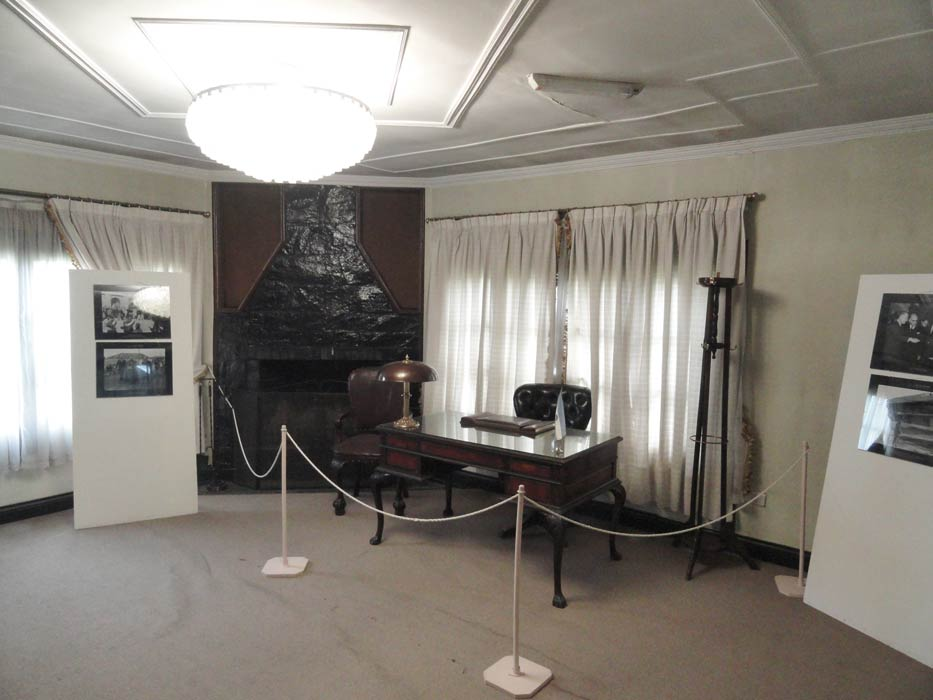
Oficina del gobernador.
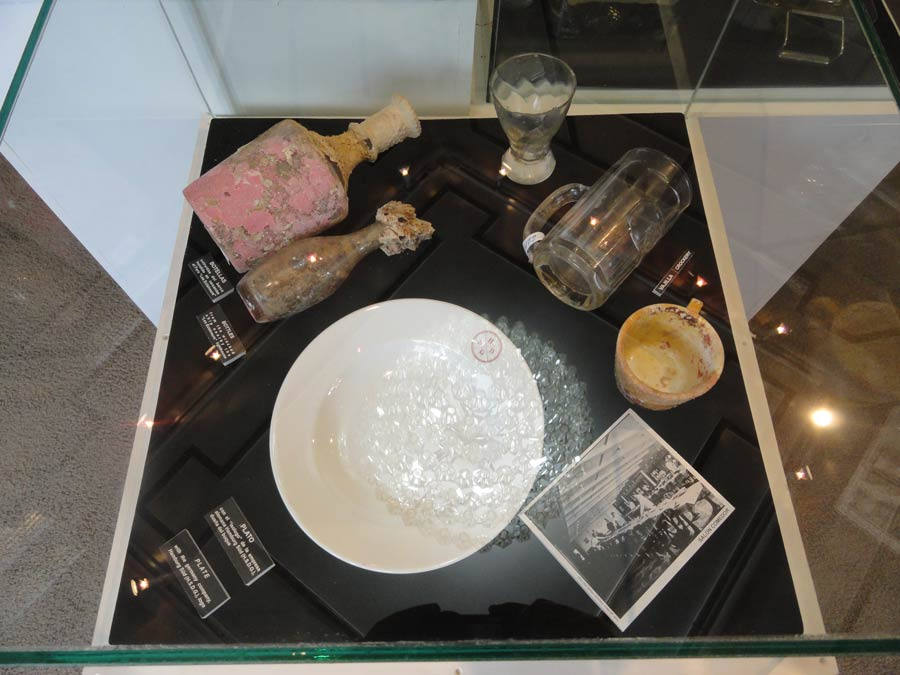
Restos de naufragios.